# Hüseyin Avni Aker Stadı
Das Hüseyin Avni Aker Stadı (oder Hüseyin Avni Aker Stadyumu, deutsch Hüseyin-Avni-Aker-Stadion) war ein 1951 erbautes Fußballstadion in der türkischen Stadt Trabzon. Das ursprünglich für 2.400 Menschen geplante, danach aber stetig ausgebaute Stadion wurde nach Hüseyin Avni Aker benannt, der als Vorreiter für den Sport, insbesondere den Fußball in Trabzon gilt. Das Stadion wurde 2017 geschlossen und 2018 abgerissen.
Das Hüseyin-Avni-Aker-Stadion war ca. 25.000 m² groß und hatte 30 computergesteuerte Eingänge, 520 VIP-Plätze, 170 Presseplätze, zwei Restaurants und ein Café. Es war eines der ersten Stadien der Türkei, in dem die Zuschauerzäune entfernt wurden. Es hatte Platz für 24.169 Menschen und wurde vom Verein Trabzonspor genutzt.
Mit Eröffnung des Şenol Güneş Stadı als neuer Spielstätte von Trabzonspor wurde das Avni-Aker-Stadion geschlossen und später abgerissen. Auf dem im Stadtzentrum gelegenen Stadiongrundstück sollen laut älteren Plänen neben dem neuen Rathaus ein Kulturzentrum und eine Grünanlage entstehen.
Das letzte Spiel war, eine Partie während der Gruppenphase des türkischen Pokals, zwischen Trabzonspor und Atiker Konyaspor. Trabzonspor gewann das letzte Spiel in diesem Stadion, durch ein Tor von Dame N’Doye, mit 1:0.